# موکا، جمهوری دومینیکن
موکا (به لاتین: Moca) یک شهر در جمهوری دومینیکن است که در سانتو دومینگو واقع شده‌است.

## خصوصیات
موکا ۲۳۹٫۳۶ کیلومترمربع مساحت و ۱۷۳٬۴۴۲ نفر جمعیت دارد و ۱۸۳ متر بالاتر از سطح دریا واقع شده‌است.

## خواهرخوانده
شهر سالکدو، ارماناس میرابال خواهرخواندهٔ موکا، اسپاییات هست.